# ISO 3166-2:ML
ISO 3166-2:ML è uno standard ISO che definisce i codici geografici delle suddivisioni del Mali; è un sottogruppo dello standard ISO 3166-2.
I codici, assegnati alle dieci regioni e al distretto della capitale Bamako, sono formati da ML- (sigla ISO 3166-1 alpha-2 dello Stato), seguito da una cifra (per le regioni) o tre lettere (per la capitale).

## Codici
| Codice | Regione   |
| ------ | --------- |
| ML-BKO | Bamako    |
| ML-7   | Gao       |
| ML-1   | Kayes     |
| ML-8   | Kidal     |
| ML-2   | Koulikoro |
| ML-9   | Ménaka    |
| ML-5   | Mopti     |
| ML-4   | Ségou     |
| ML-3   | Sikasso   |
| ML-10  | Taoudénit |
| ML-6   | Timbuctu  |